# Kalophrynus meizon
Espèce
Kalophrynus meizon est une espèce d'amphibiens de la famille des Microhylidae.

## Répartition
Cette espèce est endémique de Bornéo. Elle se rencontre en Indonésie au Kalimantan, au Brunei et en Malaisie au Sarawak et au Sabah.

## Description
Les mâles mesurent de 44,1 à 47,5 mm et les femelles de 48,2 à 60,2 mm.

## Étymologie
Le nom spécifique meizon vient du grec meizon, plus fort, plus large, en référence à la taille de cette espèce par rapport aux autres espèces du genre Kalophrynus.

## Publication originale
- Zug, 2015 : Morphology and systematics of Kalophrynus interlineatus–pleurostigma populations (Anura: Microhylidae: Kalphryninae) and a taxonomy of the genus Kalophrynus Tschudi, Asian Sticky Frogs. Proceedings of the California Academy of Sciencies, sér. 4, vol. 6, no 5, p. 135–190.